# Olimpie
Olimpie (Olimpia) es una ópera en tres actos con música de Gaspare Spontini y libreto en francés de Armand-Michel Dieulafoy y Charles Brifaut, basado en la obra homónima de Voltaire (1762). Olimpie se estrenó en la Ópera de París el 22 de diciembre de 1819.

## Historia
El estreno parisino de Olimpie fue un fracaso puesto que el público encontró que el libreto estaba anticuado. Spontini revisó la ópera para su representación en Berlín con la ayuda de E.T.A. Hoffmann, quien proporcionó una traducción al alemán del libreto. Esta versión fue representada por vez primera en la Königliches Opernhaus el 14 de mayo de 1821, donde tuvo éxito. Olimpie requiere grandes masas orquestales y efectos espectaculares. En el final de la versión berlinesa, Cassandre entra en un elefante vivo. Así, como Fernand Cortez, la obra prefigura la posterior grand opéra francesa.
Esta ópera rara vez se representa en la actualidad; en las estadísticas de Operabase no aparece entre las óperas representadas en el período 2005-2010.

## Personajes
| Personajes                           | Tesitura | Reparto del estreno 22 de diciembre de 1819 Director: Rodolphe Kreutzer |
| ------------------------------------ | -------- | ----------------------------------------------------------------------- |
| Olimpie, hija de Alejandro Magno     | soprano  | Louise-Marie-Augustine Albert                                           |
| Statira, viuda de Alejandro Magno    | soprano  | Alexandrine-Caroline Branchu                                            |
| Cassandre, hijo del rey de Macedonia | tenor    | Louis Nourrit                                                           |
| Antigone, general de Alejandro       | bajo     | Henri-Étienne Dérivis                                                   |
| Hermas, confidente de Antigone       | bajo     | Beltrame Pouilley                                                       |
| El Hierofante, sumo sacerdote        | bajo     | Bonel                                                                   |

## Grabaciones
| Año  | Reparto (Olimpie, Statira, Cassandre Antigone, Hermas, Hiérofante)                                        | Director Orquesta, coro                                                 | Sello discográfico Número de catálogo |
| ---- | --- | ----------------------------------------------------------------------- | ------------------------------------- |
| 1966 | Pilar Lorengar, Fiorenza Cossotto, Franco Tagliavini Giangiacomo Guelfi, Silvio Maionica, Nicola Zacaria  | Francesco Molinari-Pradelli Orquesta y coro del Teatro alla Scala Milán | Audio CD: Opera d'Oro Cat: OPD 1395   |
| 1984 | Julia Varady, Stefania Toczyska, Franco Tagliavini Dietrich Fischer-Dieskau, Josef Becker, George Fortune | Gerd Albrecht Orquesta Sinfónica de la Radio de Berlín, RIAS Kammerchor | Audio CD: ORFEO Cat: C 137 862 H      |